# Pichação

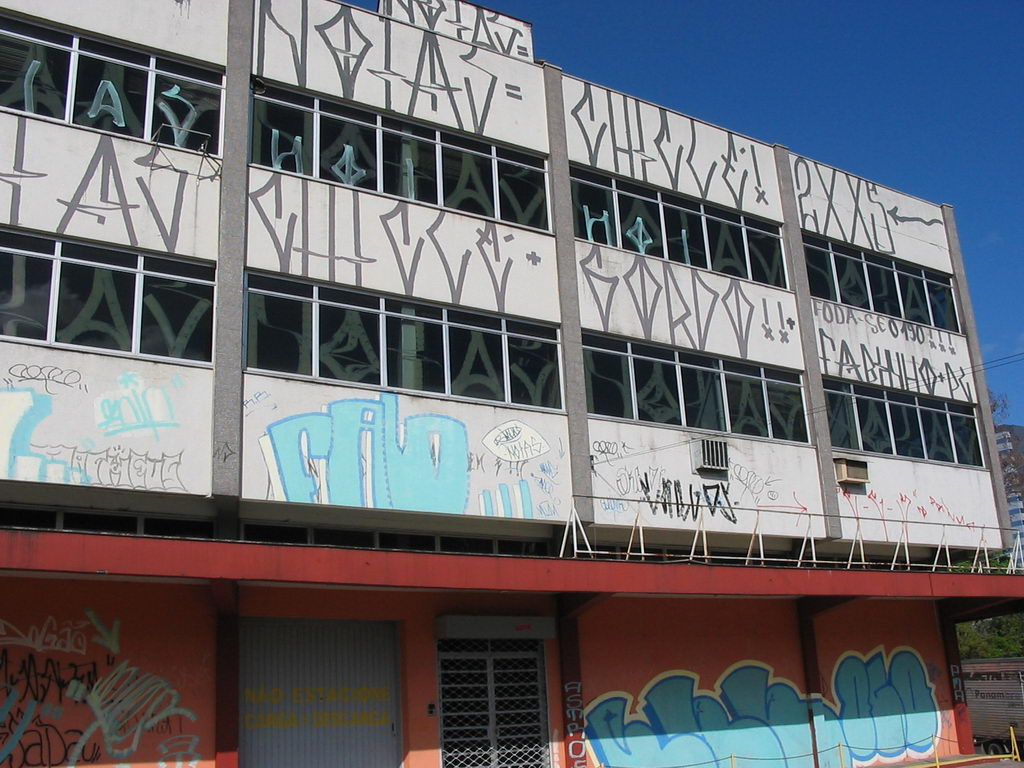
Pichação på övre delen av en husfasad i São Paulo 2008.

Pichação (även Pixação) är en inhemsk traditionell graffitiform som är unik för São Paulo i Brasilien. Den förekommer som tags i en distinkt, kantig textning på murar, husväggar och andra offentliga ytor. Det finns också en motsvarighet i Mexiko och Kalifornien, "Chicano-style" eller cholo. Pichação-stilen har bland annat inspirerat Os Gêmeos graffitimuraler.